# Râul Giugastra
Râul Giugastra este un curs de apă, afluent al râului Vaslui. 